# Kebira
Kebira is een geslacht van sponsdieren uit de klasse van de Calcarea (kalksponzen).

## Soort
- Kebira uteoides Row, 1909